# مارماهی دریایی دندان‌مویی
مارماهی دریایی دندان‌مویی (نام علمی: Xenomystax congroides) نام یک گونه از تیره مارماهی دریایی است.